# Raynham, Massachusetts
Raynham är en stad i Bristol County i delstaten Massachusetts, USA. Vid folkräkningen år 2000 bodde 11 739  personer på orten. Den har enligt United States Census Bureau en area på totalt 54,0 km² varav 0,9 km² är vatten.